# Хулиомисы
Хулиомисы (Juliomys) — род грызунов из подсемейства Sigmodontinae семейства Cricetidae. Род был выделен в 2000 году и включает четыре вида, обитающих на юго-востоке Южной Америки.

## Характеристики
Это относительно мелкие представители подсемейства Sigmodontinae; их мех рыжеватого цвета на верхней стороне и более светлый на нижней. Они ведут преимущественно древесный образ жизни; в остальном об их образе жизни мало что известно.

## Систематика
В настоящее время выделяют пять видов, из которых четыре ныне живущих:
- Juliomys ossitenuis был впервые описан в 2007 году. Вид распространён от Эспириту-Санту до Сан-Паулу[1].
- Малый хулиомис (Juliomys pictipes) распространён на юго-востоке Бразилии (штаты Сан-Паулу и Санта-Катарина) и северо-востоке Аргентины (провинция Мисьонес). Ранее вид относился к роду Wilfredomys.
- Большой хулиомис (Juliomys rimofrons) был впервые описан в 2002 году и известен только из бразильского штата Минас-Жерайс.
- Juliomys ximenezi был впервые описан в 2016 году из южной Бразилии[2].
- †  Juliomys anoblepas голотип был собран Петером Вильхельмом Лунном в пещерах муниципалитета Лагоа-Санта бразильского штата Минас-Жерайс, и в 1888 году описан Херлуфом Винге под первоначальным названием Calomys anoblepas, много позже этот вид был отнесён к роду Juliomys.

Родовое название было дано в честь аргентинского биолога Хулио Рафаэля Контрераса (1933–2017).

## Статус и охрана
О природоохранном статусе видов, находящихся под угрозой исчезновения, мало что известно. Комиссией по выживанию видов МСОП рассмотрен только вид J. pictipes, и он отнесён к категории вид, вызывающий наименьшие опасения.